# Pegesimallus foedus
Pegesimallus foedus là một loài ruồi trong họ Asilidae. Pegesimallus foedus được Loew miêu tả năm 1863.